# Bradybaenus robustus
Bradybaenus robustus – gatunek chrząszcza z rodziny biegaczowatych i podrodziny Harpalinae.
Gatunek ten opisali w 2004 roku Sergio Facchini i Riccardo Sciaky na podstawie 3 okazów, odłowionych w 1978 roku.
Chrząszcz o ciele długości od 10,5 do 11,1 mm, ubarwiony żółtawo z tyłem głowy, parą podłużnych przepasek na przedpleczu oraz częściowo międzyrzędami pokryw od drugiego do piątego metalicznie zielonymi. Częściowo zbrązowaiły jest też spód ciała, a wierzchołki żuwaczek są ciemnobrązowe. Dość wypukły wierzch ciała cechuje mikrorzeźba z oczkami o równych średnicach. Duża głowa ma krótkie skronie i jest wyraźnie węższa od nasady przedplecza. Mocno poprzeczne przedplecze ma niefaliste przed nieco prostymi kątami tylnymi brzegi boczne. Dołki przypodstawowe przedplecza są szerokie i słabo wyodrębnione. Nasada przedplecza jest prawie tak szeroka jak pokryw. Rzędy na pokrywach są dość głębokie, pełne i delikatnie punktowane. Samiec ma edeagus z prostym w widoku grzbietowym wierzchołkiem, otworem położonym grzbietowo i dużym zębem oraz dwiema grupkami mikroskopijnych kolców w woreczku wewnętrznym.
Owad afrotropikalny, endemiczny dla Czadu, znany wyłącznie z okolic Bébidjii. Występuje sympatrycznie z B. scalaris.